# Rodolfo Barráez
Rodolfo Barráez (Coro, 1993) es un director de orquesta y violinista venezolano. 

## Reseña biográfica
Inicia sus estudios musicales a la edad de 7 años en el Conservatorio de Música Santa Ana de Coro, como violinista del Sistema Regional de Orquestas Juveniles e Infantiles del estado Falcón en Venezuela, dirigido por José Maiolino Conte. En el año 2007, comienza sus estudios de dirección orquestal con Teresa Hernández, para más adelante continuarlos bajo la tutela de José Antonio Abreu. Formó parte de la Orquesta Sinfónica Juvenil de Falcón, desempeñándose como concertino, y de la fila de los primeros violines de la Orquesta Sinfónica de Falcón (2009-2011). Presentándose como solista con ambas agrupaciones, bajo la dirección de Teresa Hernández y Juan Carlos Rivas. De 2011-2016 fue parte de los primeros violines de la Orquesta Sinfónica Juvenil Teresa Carreño de Venezuela. 
Actualmente se desempeña como el director asistente de la Filarmónica de Los Ángeles, director asociado de la Orquesta Sinfónica de Singapur, la Orquesta Sinfónica Simón Bolívar de Venezuela y artista en residencia de la Opera de París.  
Recibió el primer lugar del Concurso Internacional de Dirección Hong Kong International Conducting Competition, llevado a cabo por la Hong Kong Sinfonietta en marzo de 2023. Fue galardonado también con el premio de la orquesta. Cuyo ganador es seleccionado mediante votación de todos los miembros de la orquesta durante el transcurso de la competencia. En 2018, obtuvo el primer lugar en el Premio Internacional de Dirección Orquestal OFUNAM, en Ciudad de México, México en el año 2018. Así como el segundo lugar en el Concurso Siemens-Hallé en Mánchester, Inglaterra en 2020. Ha dirigido orquestas como Konzerthausorchester Berlin, Hallé Orchestra, Philharmonisches Orchester des Staatstheater Cottbus, Magdeburg Philharmonic y Hauptstadt Sinfonieorchester. Durante 2018-2021 se presentó en conciertos junto a la Orquesta Sinfónica de la RTVE, la Orquesta Sinfónica del Principado de Asturias, la Orquesta Sinfónica de Minería, la Orquesta Filarmónica de la UNAM, la Orquesta Sinfónica de Yucatán, la Filarmónica de Zacatecas, la Orquesta Sinfónica de Aguascalientes, la Sinfónica Simón Bolívar, entre otras. 
Barráez es egresado de la Universidad Experimental de las Artes de Venezuela, con el título Licenciatura en Música, mención Dirección Orquestal. El resultado de su trabajo de grado "Estudio interpretativo de la Serenata para Cuerdas de Teresa Carreño" fue publicado por la editorial Cayambis Music Press, en Virginia, Estados Unidos. Posee también el título de Bachelor y de Máster del Hochschule für Musik Hanns Eisler Berlin, mención Dirección de Orquesta y Ópera, bajo la tutela de Christian Ehwald y Hans Dieter-Baum. 

## Premios y nominaciones
| Año  | Competencia                                        | Resultado                          |
| ---- | -------------------------------------------------- | ---------------------------------- |
| 2023 | Hong Kong International Conducting Competition     | 1.er Lugar & Premio de la Orquesta |
| 2018 | Premio Internacional de Dirección Orquestal OFUNAM | 1.er Lugar                         |
| 2020 | Siemens-Hallé Conductors Competition               | 2.º Lugar                          |
| 2016 | The Mahler Competition                             | Finalista                          |